# Encèlad (satèl·lit)
Encèlad és la sisena lluna més gran de Saturn (la 19a més gran del Sistema Solar). Té uns 500 quilòmetres de diàmetre, aproximadament una desena part del de la lluna més gran de Saturn, Tità. Encèlad està cobert principalment per gel fresc i net, el que el converteix en un dels cossos més reflectants del Sistema Solar. En conseqüència, la seva temperatura superficial al migdia només arriba a −198 °C (75.1 K), molt més fred del que seria un cos que absorbeix la llum. Malgrat la seva petita mida, Encèlad té una àmplia gamma de característiques superficials, que van des de regions antigues i molt cràteres fins a terrenys joves i deformats tectònicament.
Encèlad va ser descobert el 28 d'agost de 1789 per William Herschel, però se'n va saber poc fins que les dues naus espacials Voyager, la Voyager 1 i la Voyager 2, van volar per Saturn el 1980 i el 1981. L'any 2005, la nau espacial Cassini va iniciar múltiples sobrevols propers d'Encèlad, revelant la seva superfície i entorn amb més detall. En particular, Cassini va descobrir plomalls rics en aigua que provenien de la regió polar sud. Els criovolcans propers al pol sud llancen dolls de vapor d'aigua, hidrogen molecular, altres volàtils i material sòlid, inclosos cristalls de clorur de sodi i partícules de gel, a l'espai, amb un total d'uns 200 quilograms per segon. S'han identificat més de 100 guèisers. Part del vapor d'aigua cau en forma de "neu"; la resta s'escapa i subministra la major part del material que constitueix l'anell E de Saturn. Segons els científics de la NASA, els plomalls tenen una composició similar als cometes. El 2014, la NASA va notificar que Cassini havia trobat proves d'un gran oceà de subsuperfície al polar sud d'aigua líquida amb un gruix d'uns 10 km. L'existència de l'oceà subsuperficial d'Encèlad ha estat modelat i replicat matemàticament.
Aquestes observacions de guèisers, juntament amb la troballa d'escapament de la calor interna i la poca quantitat, si n'hi ha, de cràters d'impacte a la regió del polar sud, mostren que Encèlad està geològicament actiu actualment. Com molts altres satèl·lits dels extensos sistemes dels planetes gegants, Encèlad està atrapat en una ressonància orbital. La seva ressonància amb Dione excita la seva excentricitat orbital, que és amortida per les forces de marea, escalfant-se en l'interior i impulsant l'activitat geològica.
Cassini va fer anàlisis químiques dels plomalls d'Encèlad, trobant proves d'activitat hidrotermal, possiblement impulsant la química complexa. La investigació en curs sobre les dades de Cassini suggereix que l'entorn hidrotermal d'Encèlad podria ser habitable per a alguns dels microorganismes de la sortida hidrotermal de la Terra, i que el metà trobat en plomall podria ser produït per aquests organismes.

## Nom
El satèl·lit s'anomena així pel gegant mitològic Encèlad. També se l'anomena Saturn II. El nom d'Encèlad i els dels set satèl·lits de Saturn coneguts foren proposats per John Herschel el 1847.

## Característiques físiques

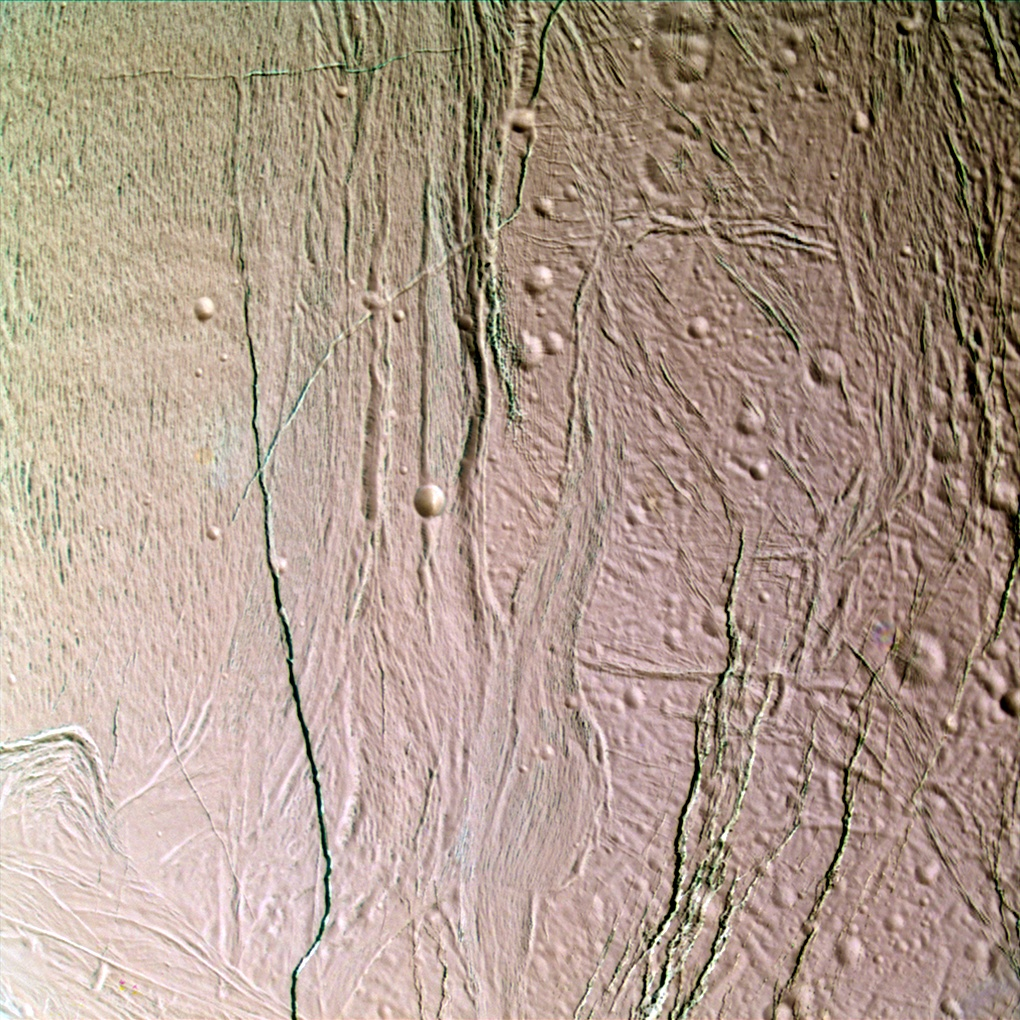
Figura 1: Encèlad en color fals, en què es poden veure els diferents tipus de superfície

En agost de 1981, la nau Voyager 2 pogué obtenir imatges amb les quals es podia estudiar la geologia del satèl·lit. La foto superior mostra la imatge de la millor resolució obtinguda per la Voyager 2, en què es poden apreciar diferents tipus de superfícies com regions crateritzades, i regions llises i joves. Donat que existeixen pocs cràters en les regions llises, es creu que aquestes són més o menys joves (menys de 100 milions d'anys). Això suggereix que Encèlad deu haver estat actiu geològicament molt recentment, potser amb criovolcanisme o algun altre procés que en renovi la superfície. El gel fresc que cobreix la seva superfície fa que tingui l'albedo més alta del sistema solar (0,99), fet que provoca que tingui una temperatura mitjana baixa de −193 °C (80.1 K).
| Figura 2a: Cràters deformats, Cassini, 17 febrer 2005.                                                                                               |                                                                           |
| Figura 2c: Imatge de color fals, en la qual es poden apreciar característiques tectòniques i degradació de cràters. Imatge de 'Cassini, 9 març 2005. | Figura 2d: Samarkand Sulci, a Encèlad. Imatge de Cassini, 17 febrer 2005. |

Figura 2a (superior esquerra): cràters deformats.

Figura 2b (superior dreta): superfície d'Encèlad, mostrant la seva similitud amb la lluna Europa.

Figura 2c (a baix esquerra): imatge de color fals en la qual es poden apreciar característiques tectòniques i degradació de cràters.

Figura 2d: (a baix dreta): Samarkand Sulci, a Encèlad.

Totes les imatges foren fetes per la sonda Cassini
La craterització per impactes és un procés comú en el sistema solar, i Encèlad no n'és l'excepció. La seva superfície es troba coberta de cràters; tot i això, la densitat de craterització no és uniforme. Algunes regions pràcticament no tenen cràters i d'altres estan gravades pels impactes. Tanmateix, la densitat de cràters en les regions més crateritzades és inferior a la d'altres satèl·lits gelats del sistema saturnià, cosa que revela la relativa joventut de la seva superfície. Observacions recents de la nau Cassini/Huygens han desvelat que els cràters d'Encèlad en general són deformes, sigui per processos de relaxació viscosa o per efectes tectònics/fracturació. Dunyazad en la figura 2c és un exemple d'un cràter a Encèlad amb pis aixecat.
Voyager 2 trobà diversos tipus de fractures tectòniques a Encèlad, com ara valls lineals i cinturons de solcs curvilinis, similars als de Ganimedes. Resultats recents de Cassini indiquen que el tectonisme és el procés de deformació principal a Encèlad. Un dels tipus de característiques tectòniques més interessants són les fractures, les quals poden tenir fins a dos-cents quilòmetres de llarg i uns 5-10 quilòmetres d'amplada, amb una profunditat d'un quilòmetre. La figura 2b en mostra una fractura típica; un altre exemple pot veure's en la part inferior de la figura 2c. Es pensa que aquestes fractures són relativament joves.
Un altre exemple de tectonisme a Encèlad és la zona amb forats descoberta per Voyager 2. Aquestes zones són similars, encara que més complexes, que les que es troben a Ganimedes.
Exemples de forats lineals es poden observar en les figures 1 i 2d. S'han observat també crestes, encara que aquestes no són tan extenses com les d'Europa; es poden veure diversos exemples en la part esquerra-inferior de la figura 2b.
Les esplanades planes foren descobertes en imatges de la nau Voyager 2. Aquestes, generalment, tenen poc de relleu i pocs cràters, una indicació segura de joventut, potser menys d'uns pocs centenars de milions d'anys. Imatges obtingudes per la sonda Cassini el 14 de juliol 2005 han revelat un nou tipus d'esplanada. Aquesta regió rodeja el pol sud d'Encèlad fins a la latitud 60° sud i està coberta de fractures tectòniques i crestes. Aquesta regió és molt jove, ja que no s'hi veu cap cràter. Inspeccions d'imatges de la sonda Cassini en aquesta regió han revelat gel blau i roques de la mida de cases, d'entre 10-100 metres de diàmetre.

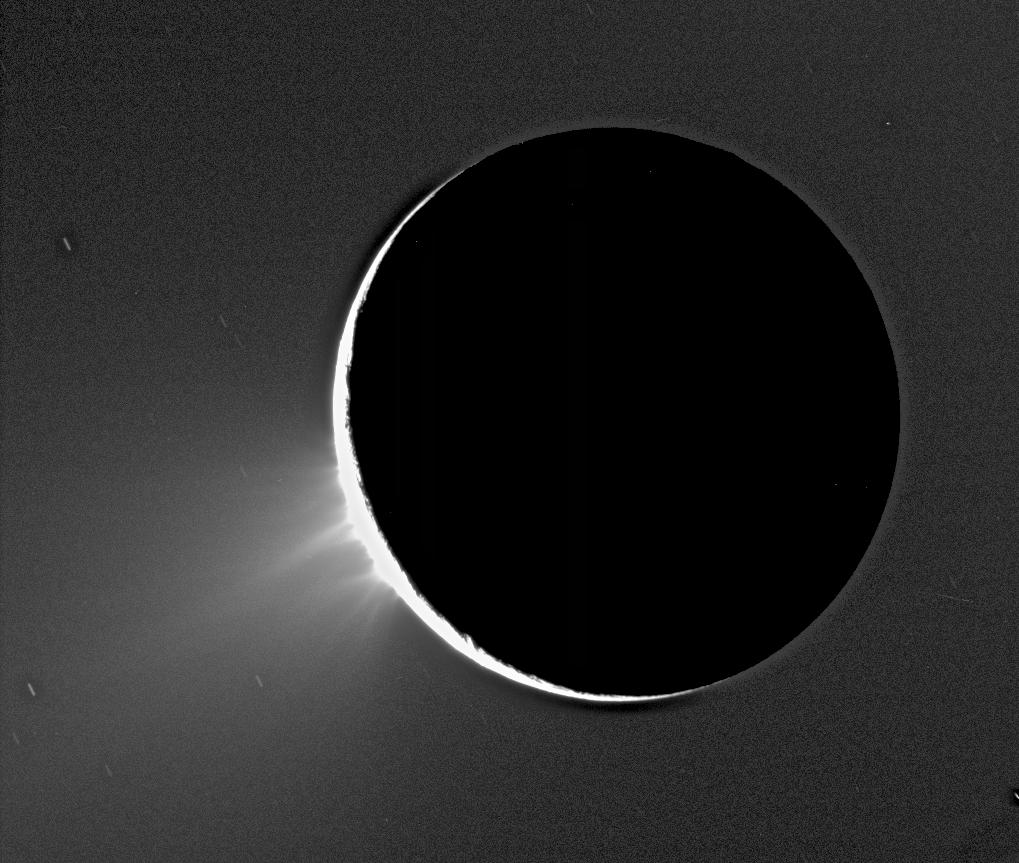
Fig. 3: Fonts d'Encèlad; imatge obtinguda per Cassini/Huygens

S'ha confirmat que Encèlad és la principal font de partícules per al tènue anell E de Saturn. Els científics estimen que micrometeoroides xoquen amb la superfície expulsant partícules a l'espai i formant un núvol al voltant del satèl·lit. Altres partícules amb més energia s'escapen i orbiten Saturn, formant així l'anell E.

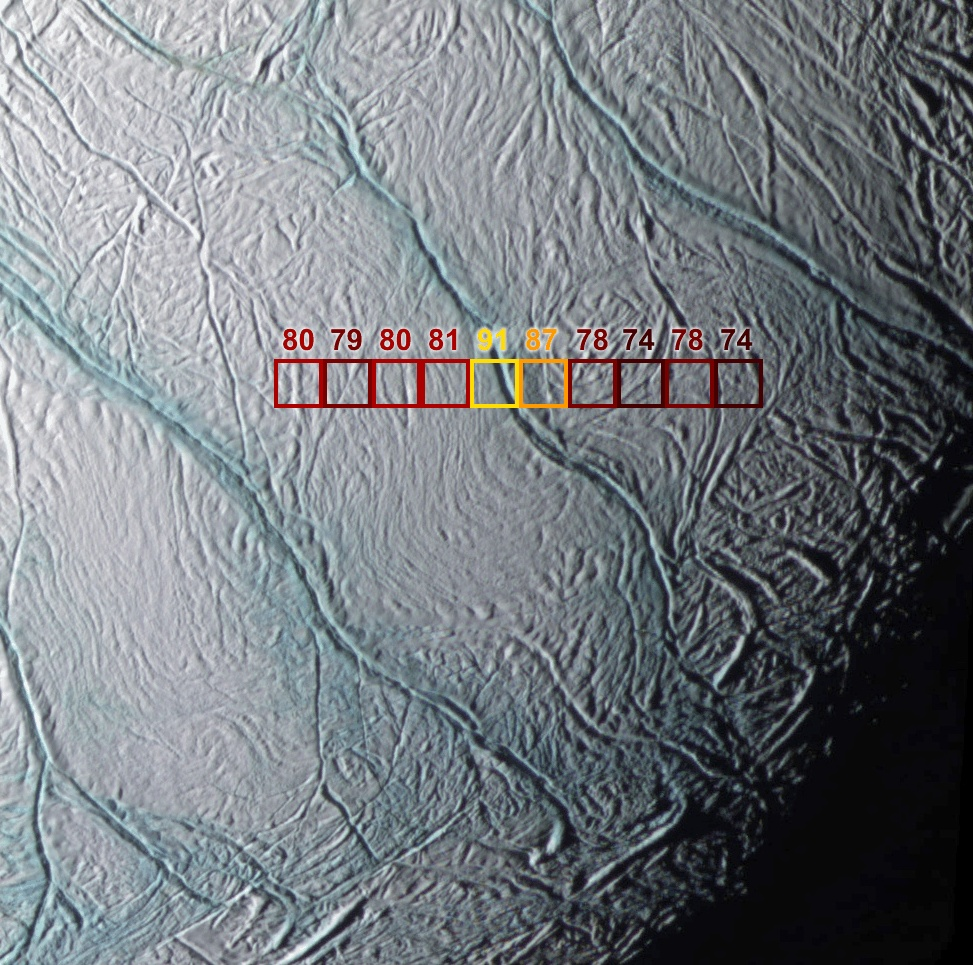
Figura 4: Les "ratlles de tigre" (en color fals) sobre el pol sud d'Encèlad. La línia de quadrats indiquen la temperatura en kèlvins, segons mesuraments de l'instrument espectròmetre-infraroig-compost, a bord de la nau Cassini; es pot observar com la temperatura és més alta sobre les ratlles. Aquesta imatge fou feta el 14 de juliol del 2005.

Instruments a bord de Cassini han trobat evidències d'activitat geològica a Encèlad. Existeixen sobre el pol sud uns forats anomenats ratlles de tigre (tiger stripes en anglès), els quals serveixen de xarxes de ventilació, i dels quals es pot observar l'escapament de vapor i partícules fines de gel (vegeu la figura 4). La cristal·lització d'aquestes partícules és un procés que es pot usar com a cronòmetre: el gel fresc és cristal·lí, i amb el temps aquest es transforma en gel amorf, un procés que dura dècades. La conclusió és que les ratlles de tigre tenen solament entre 10 i 1.000 anys. S'ha detectat una atmosfera de vapor d'aigua que es concentra sobre la regió del pol sud, una àrea amb molt pocs cràters. La composició d'aquesta atmosfera és consistent amb l'emissió o evaporació d'aigua. Addicionalment, l'instrument Composite InfraRed Spectromer (CIRS) descobrí el juliol del 2005 que la regió del pol sud és relativament més tèbia (15 graus per sobre de la temperatura mitjana) que la resta d'Encèlad. El fet que la regió del pol sud d'Encèlad estigui geològicament activa és un dels grans descobriments de la nau Cassini.

## Atmosfera
Instruments de la sonda Cassini hi han revelat l'existència d'una atmosfera. Atès que les molècules de l'atmosfera d'Encèlad tenen una velocitat més alta que la d'escapament, es creu que s'escapa permanentment a l'espai, alhora que es restaura amb l'activitat geològica. Està composta majoritàriament per aigua (aproximadament 65%). Les partícules que escapen de l'atmosfera d'Encèlad són la principal font de l'anell E, que està en l'òrbita del satèl·lit i té una amplada de 180.000 km.

## Resultats recents
Després de les troballes de les sondes Voyagers a principi dels 1980, els científics planetaris postularen que aquesta lluna podia ser geològicament activa, ja que la seva albedo era elevada (indicant una superfície relativament jove), i es trobava en el centre de l'anell E. Basant-se en aquestes dades, es pensava que Encèlad podia ser la font del material per a l'anell E, probablement per un mecanisme d'escapament de vapor d'aigua des del seu interior.
Les dades obtingudes per diversos dels instruments a bord de la sonda Cassini van confirmar aquesta hipòtesi.
Prèviament, se sabia que existia vulcanisme en tres llocs en el sistema solar: Io, la Terra possiblement Tritó (lluna de Neptú). Ara cal afegir-hi Encèlad, considerat actualment com un dels indrets més interessants del sistema solar per la presència d'aigua líquida tan a prop de la superfície.
El maig de 2006, Francis Nimmo i Robert Pappalardo (de la Universitat de Califòrnia i de JPL a Pasadena, Califòrnia, respectivament) publicaren un estudi en la revista científica Nature en què proposen una explicació de per què l'activitat geològica es troba en el pol sud d'Encèlad. Segons els autors d'aquest treball, és possible que la regió activa en el pol sud tingués l'origen en una altra regió del planeta. Com que la part activa conté materials més càlids i de baixa densitat que la resta d'aquesta lluna, la força centrífuga impulsaria el material més dens fins a l'equador i el més lleuger fins als pols, desplaçant les bosses de material lleuger fins a les regions polars.
A l'abril del 2014, es va confirmar l'existència d'un mar d'entre 7 i 10 km de profunditat en l'hemisferi sud, en comprovar que en passar sobre el pol sud es produïa una anomalia gravitatòria que es detecta en observar variacions de trajectòria, principalment canvis en la velocitat de la nau. Aquestes variacions van revelar l'existència d'una massa de més densitat.
A partir d'aquests estudis, s'ha suggerit que hi podria haver vida a Encèlad. Encèlad té un oceà subterrani amb un alt grau de salinitat i fumaroles hidrotermals al fons. L'energia i els minerals que deixen anar aquestes fumaroles podrien servir per a alimentar organismes. Es creu que les condicions ambientals en aquests oceans podrien ser similars a les que regnaven durant el període en el qual aparegué la vida a la Terra. S'ha proposat enviar una sonda a Encèlad per estudiar el plomall que emeten els guèisers del satèl·lit a la recerca d'indicis de vida, recollir-ne mostres i retornar-les a la Terra en una càpsula.

## Exploració
Les primeres imatges d'Encèlad de l'era espacial foren obtingudes per les dues sondes Voyager. Voyager 1 passà molt enfora, però Voyager 2 passà a prop i obtingué imatges d'alta resolució en agost de 1981, revelant la jove superfície d'aquest satèl·lit.
L'estudi començà amb l'arribada de la missió Cassini-Huygens el 30 de juny de 2004, quan es posà en òrbita al voltant de Saturn. Donats els resultats obtinguts per Voyager 2 sobre aquesta enigmàtica lluna, es considerà un objectiu d'alta prioritat per a l'estudi científic i es planificaren diversos encontres propers, que es detallen en la llista següent:
| Encontres propers de Cassini amb Encèlad | Encontres propers de Cassini amb Encèlad |
| ---------------------------------------- | ---------------------------------------- |
| Data                                     | Distància (km)                           |
| 17 de febrer de 2005                     | 1.200                                    |
| 9 de març de 2005                        | 500                                      |
| 29 de març de 2005                       | 64.000                                   |
| 21 de maig de 2005                       | 93.000                                   |
| 14 de juliol de 2005                     | 175                                      |
| 8 de setembre de 2006                    | 40.000                                   |
| 9 de novembre de 2006                    | 94.000                                   |
| 28 de juny de 2007                       | 90.000                                   |
| 30 de setembre de 2007                   | 88.000                                   |
| 12 de març de 2008                       | 300                                      |
| 30 de juny de 2008                       | 99.000                                   |